# Macrelmis leonilae
Macrelmis leonilae is een keversoort uit de familie beekkevers (Elmidae). De wetenschappelijke naam van de soort werd in 1986 gepubliceerd door Spangler & Santiago.